# Frieda Maes
Pour les articles homonymes, voir Maes.
Frieda Maes née le 28 juillet 1956 à Merksem, est une cycliste belge.

## Palmarès sur route
- 1975
  -  Championne de Belgique sur route juniors
- 1978
  - 2e de Klimmen
  - 2e de Wernhout
  - 3e du championnat de Belgique du contre-la-montre

## Palmarès sur piste

### Championnats nationaux
- 1977
  - 3e de la vitesse
- 1978
  -  Championne de poursuite
  -  Championne de la vitesse
- 1979
  -  Championne de la vitesse